# STP (azienda)

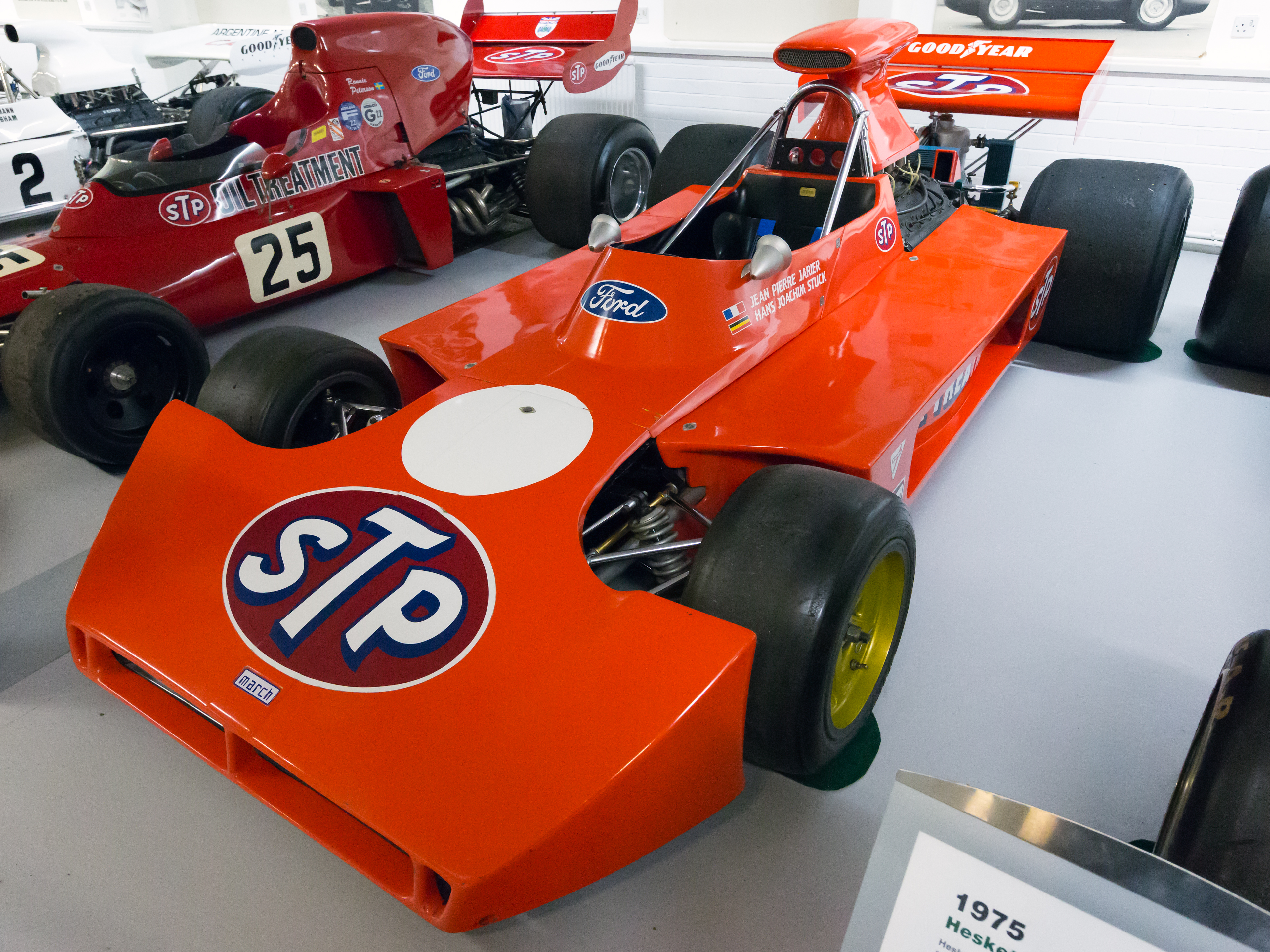
Una March 731 da Formula 1 con logo STP

La STP è un'azienda statunitense che produce additivi chimici per autotrazione, in particolare modo lubrificanti come olio e additivi motore. Il nome inizialmente era l'acronimo di Scientifically Treated Petroleum. Il marchio è di proprietà di Energizer, che ha acquisito la STP a novembre 2018.

## Storia
Chemical Compounds è stata fondata nel 1953 da tre uomini d'affari, Charles Dwight, Liggett, Jim Hill e Robert De Hart con 3 000 dollari di capitale iniziale a Saint Joseph nel Missouri. Il loro unico prodotto era STP Oil Treatment. Nel 1961 la società fu acquisita dalla Studebaker-Packard Corporation.
La Studebaker modificò l'acronimo con "Studebaker Tested Products". Nel 1969 la STP grazie all'aumento delle vendite, divenne una società quotata in borsa. Nel 1976 la STP fu acquisita da Esmark che fu a sua volta acquistata nel 1984 dalla Beatrice Foods. La Beatrice Foods vendette STP alla Union Carbide l'anno successivo. Nel 1986 i prodotti automobilistici della Union Carbide, tra cui la Prestone e la Simoniz, furono scorporate e agglomerate sotto un'unica società. La società risultante, la First Brands, fu acquistata dalla Clorox nel 1998.
Nel 2010 la Clorox ha venduto la ArmorAll e STP al fondo d'investimenti Avista Capital Partners. Nell'aprile 2015 l'Armored AutoGroup (di cui faceva parte STP) fu venduto alla Spectrum Brands. Successivamente nel 2018 la Energizer ha acquistato dalla Spectrum i marchi del gruppo Armor All per 1,25 miliardi.